# Марино (Вологодская область)
Марино — деревня в Вытегорском районе Вологодской области.
Входит в состав Андомского сельского поселения, с точки зрения административно-территориального деления — в Андомский сельсовет.
Расположена на трассе А119. Расстояние по автодороге до районного центра Вытегры — 28,5 км, до центра муниципального образования села Андомский Погост — 3,5 км. Ближайшие населённые пункты — Князево, Порог, Пытручей, Трошигино, Устеново.
По переписи 2002 года население — 81 человек (38 мужчин, 43 женщины). Преобладающая национальность — русские (96 %).